# Projeto Delta (série)
Projeto Delta é uma série de televisão via streaming de origem portuguesa, do género suspense, mistério, fantasia e ficção científica criada por Tiago Pimentel, António Miguel Pereira e Gui Santos para a plataforma OPTO. Composta por 8 episódios, estreou a 24 de março e terminou a 12 de maio de 2023. A série passa-se em Estarreja, onde acompanha uma jovem adolescente misteriosa que dá por si a investigar a aparente tentativa de suicídio do pai e que ao mesmo tempo que percebe que os seus sonhos se cruzam com a realidade começa a encontrar as pistas de que necessita para desvendar esse mistério. A série apresenta Bruna Quintas, Igor Regalla, Ana Lopes e David Esteves no elenco principal.

## Sinopse
Violeta é uma jovem que se encontra na fase de transição entre a adolescência e a idade adulta. Presa há anos a uma forte depressão, vive na pequena vila de Avanca com o pai, que passa a maior parte do seu tempo trancado no sótão. No entanto, a sua vida fica de pernas para o ar quando numa noite, e sem aparente razão, o pai de Violeta se atira de um penhasco, acabando por ficar em coma no hospital.
Curiosamente, nessa mesma noite, Violeta tinha sonhado com o pai a despedir-se dela, murmurando-lhe a palavra “LIRA”. Com isto, e ignorando os conselhos dos amigos e da mãe, Violeta está determinada a descobrir a razão da tentativa de suicídio do pai e o significado da palavra segredada no sonho. Enquanto que se debate com a sua própria doença mental, Violeta tenta recuperar as relações com os amigos, lidar com dois misteriosos agentes secretos que chegaram à vila e desenvolver a sua própria capacidade de sonhar de forma lúcida.
À medida que se concentra cada vez mais no Mundo dos Sonhos, ela irá encontrar pistas para a situação do pai e ainda desvendar experiências governamentais secretas, habilidades psíquicas inimagináveis e uma misteriosa, mas mortífera, dimensão chamada Éter.

## Elenco

### Elenco principal
- Bruna Quintas como Violeta
  - Luisinha Guanilho como Jovem Violeta
- Igor Regalla como Daniel
- Ana Lopes como Helena
- David Esteves como Bruno

### Elenco recorrente
- Pedro Laginha como Luís
- Miguel Borges como Samuel
- Carla Chambel como Isabel
- José Raposo como Abel
- Mariana Monteiro como Liliana
- Custódia Gallego como Otília
- Carla Andrino como Cristina Pimentel
- Paula Só como Eustácia
- Daniel Martinho como Fernando
- Mauro Hermínio como Messias
- Vera Alves como Filomena
- Cátia Nunes como Margarida
- José Martins como Curador Museu

### Elenco adicional
- Lourenço Conde como Álvaro
- Filipe Crawford como Comandante Jorge
- Sofia Fialho como Inês

## Produção

### Desenvolvimento
A série foi confirmada aquando do anúncio da lista definitiva de candidaturas de 2020 para serem financeadas pelo Instituto do Cinema e Audiovisual (ICA) com o título “Projeto Delta”, criada por Tiago Pimentel, António Miguel Pereira e Gui Santos em 2019 para ser produzida pelas produtoras Cinemate e Costa do Castelo - Filmes para a OPTO, plataforma de streaming da SIC.

### Escolha do elenco
Com Igor Regalla anunciado como um dos protagonistas da série, foram revelados também os atores Vera Alves, Bruna Quintas, Ana Lopes, Pedro Laginha, Carla Chambel, Custódia Gallego, Carla Andrino, Mariana Monteiro, José Raposo, David Esteves, Miguel Borges, Lourenço Conde, Filipe Crawford, Sofia Fialho, Luisinha Guanilho e Mauro Hermínio para constituir o restante elenco.

### Gravações
As gravações decorreram em Estarreja entre julho e 2 de agosto de 2022.

## Episódios
| N.º | Título                                       | Realização por | Escrito por                                         | Exibição original   |
| --- | -------------------------------------------- | -------------- | --------------------------------------------------- | ------------------- |
| 1 | "Os pesadelos seguem-nos como uma sombra..." | Tiago Pimentel | Tiago Pimentel, António Miguel Pereira e Gui Santos | 24 de março de 2023 |
| Violeta tem um estranho sonho em que o seu pai pede desculpa pelo pouco tempo que lhe dedicou e termina segredando a críptica palavra "LIRA".                                               |                                              |                |                                                     |                     |
| 2 | "Isto é real?"                               | Tiago Pimentel | Tiago Pimentel, António Miguel Pereira e Gui Santos | 31 de março de 2023 |
| Violeta acorda sozinha numa lagoa. Desorientada e incapaz de confiar nos que a rodeiam, esforça-se por dominar o sonho lúcido, pondo à prova a sua sanidade mental.                         |                                              |                |                                                     |                     |
| 3 | "Diz-me com quem sonhas"                     | Tiago Pimentel | Tiago Pimentel, António Miguel Pereira e Gui Santos | 7 de abril de 2023  |
| Violeta descobre que o sonho lúcido permite aceder ao inconsciente de outras pessoas. Os amigos ficam perplexos quando Violeta lhes descreve detalhadamente um sonho de Daniel.             |                                              |                |                                                     |                     |
| 4 | "As luzes"                                   | Tiago Pimentel | Tiago Pimentel, António Miguel Pereira e Gui Santos | 14 de abril de 2023 |
| Violeta encontra um capacete semelhante ao que viu o seu pai usar num dos vídeos. Mas a descoberta põe-nos frente a frente com os investigadores, que os perseguem até ao centro da cidade. |                                              |                |                                                     |                     |
| 5 | "A pianista"                                 | Tiago Pimentel | Tiago Pimentel, António Miguel Pereira e Gui Santos | 21 de abril de 2023 |
| Após descobrirem que a mãe de Bruno também participou nas experiências, os três amigos tentam convencer o filho da importância de aceder ao inconsciente dela.                              |                                              |                |                                                     |                     |
| 6 | "Lembra-te da cara do teu pai"               | Tiago Pimentel | Tiago Pimentel, António Miguel Pereira e Gui Santos | 28 de abril de 2023 |
| O plano para aceder ao Inconsciente do seu pai tem o pior desfecho possível, e cai o pano sobre o passado de alguém muito próximo de Violeta.                                               |                                              |                |                                                     |                     |
| 7 | "O gato de Schrodinger"                      | Tiago Pimentel | Tiago Pimentel, António Miguel Pereira e Gui Santos | 5 de maio de 2023   |
| Os dois investigadores testam a cognição quântica de Violeta, tentando comprovar o potencial de entrelaçamento da mente da jovem com a do pai.                                              |                                              |                |                                                     |                     |
| 8 | "LIRA"                                       | Tiago Pimentel | Tiago Pimentel, António Miguel Pereira e Gui Santos | 12 de maio de 2023  |
| Isabel, Daniel, Helena e Bruno sonham conjuntamente para tentar encontrar Violeta. |                                              |                |                                                     |                     |